# Camptophryno orbitalis
Camptophryno orbitalis là một loài ruồi trong họ Tachinidae.